# Astragalus keratensis
Astragalus keratensis är en ärtväxtart som beskrevs av Aleksandr Andrejevitj Bunge. Astragalus keratensis ingår i släktet vedlar, och familjen ärtväxter. Inga underarter finns listade i Catalogue of Life.